# Johannes Bubbe
Johannes Bubbe (* 23. März 1687 in Seebergen; † 19. Dezember 1741 in Gotha) war ein Heimatforscher und Arzt.

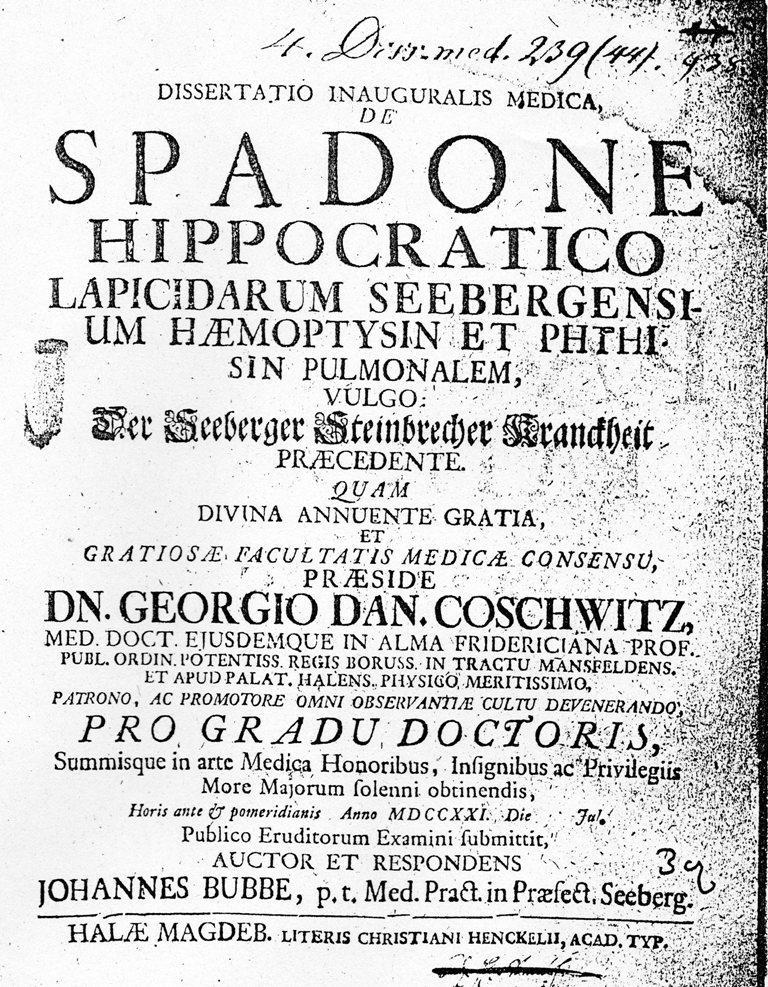
Deckblatt der Dissertation Bubbes

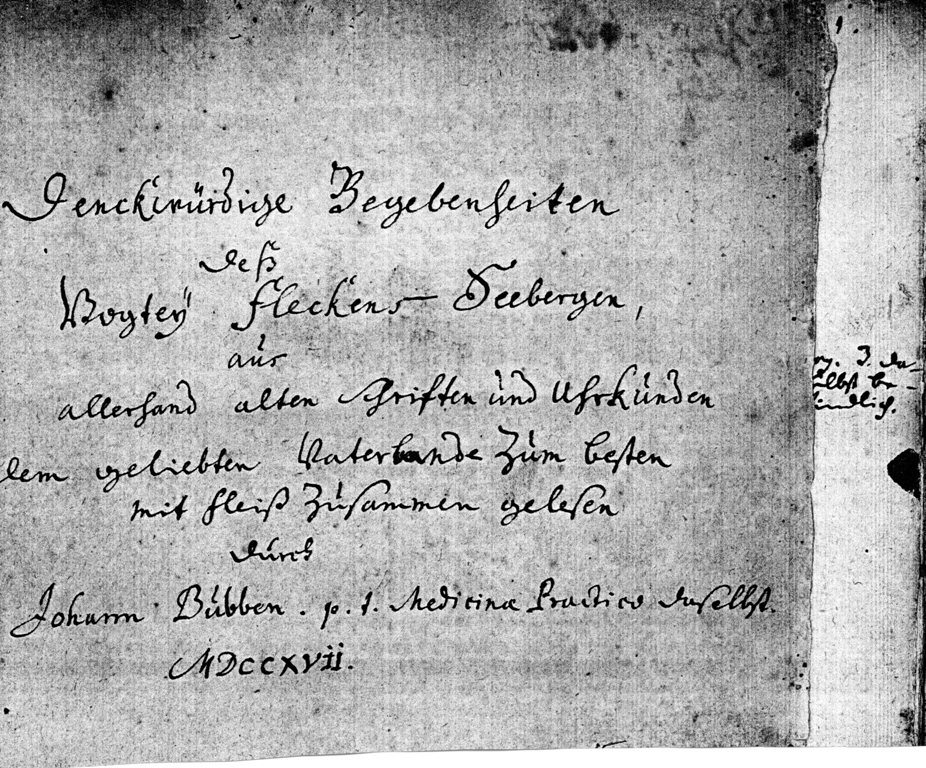
Bubbes Unterschrift von 1717

Bub(b)e wurde als Sohn des Organisten und Mädchenschuldieners Johannes Daniel Bube (err. 1658 in Rudisleben-1705 in Seebergen) und seiner Ehefrau Maria Dorothea, geb. Töpfer (err. 1662 in Blankenhain-1739 in Seebergen), als eines von sechs Kindern aus dieser Ehe geboren. „am 23 Martius ein Söhnlein getaufft dem Organisten alhier, H. Joh Daniel Buben deß Tauffzeuge war Hans Keil junior, nach deß Nahm das Kind Johannes genandt worden“.

Die Eltern heirateten 1682 in Rudisleben, die Heiratseintragung erfolgte jedoch in Seebergen. Die sechs Geschwister Johannes’ waren Johann Heinrich (* 1683; † 1683), Eva Barbara (* 1685; † 1740), Barbara Maria (* 1689), Anna Maria (* 1692; † 1749), Johann Matthias (* 1694; † 1741) und Maria Dorothea (* 1697). Johann Matthias war sieben Jahre jünger als Johannes und wurde 1720 ebenfalls Organist und Schuldiener in Seebergen. Die Familie lebte im 1610 wieder errichteten Schulhaus innerhalb der Kirchhofsmauern.
Am 20. Juni 1707 schrieb er sich an der Universität Jena als Medizinstudent ein. 1721 erfolgte die Dissertation in Halle über die Seeberger Steinbrecherkrankheit. Danach praktizierte er in Seebergen bis 1728 und heiratete am 26. Januar 1728 in Gotha Catharina Magdalena Ballstedt. 1741 starb er als Witwer in Gotha.

## Lebenswerk
Schon in seiner Jugend musste Bubbe feststellen, dass die Arbeiter im Seeberger Sandsteinbruch an Lungenkrankheiten litten. Als er sich nach seinem Studium in seinem Heimatdorf als Arzt niedergelassen hatte, musste er erleben, dass viele Kranke im Ort, die als Steinbrecher, Sandfahrer oder Bildhauer arbeiteten, wesentlich früher starben als solche, die einer anderen Arbeit nachgingen. Das Seeberger Sterberegister führt für die Jahre 1680 bis 1730 zwölf Steinbrecher auf, die zwischen 33 und 50 Jahre alt waren. Es ist jedoch anzunehmen – die Todesursache wurde nicht erfasst – dass hierunter auch Unfallopfer der Steinbrüche und nicht nur Lungenkranke zu betrauern waren.
Bubbe führte die Lungenkrankheiten darauf zurück, dass sich der eingeatmete Feinstaub in der Lunge festsetzte. Erschwerend für die Heilung waren auch andere Ursachen: übermäßiger Alkoholkonsum (Bier und Schnaps) in kalten Gewölben, Schwerstarbeit im Steinbruch, schwefelhaltige Luft und Einflüsse von Umwelt und Jahreszeiten. Seine Therapien muten heute etwas abenteuerlich an: Aderlässe, Bäder und Abreibungen sowie die Verabreichung von Kräutermischungen aus Heilkräutern, Bier und Butter. Ein in seiner Dissertation zitiertes Rezept liest sich wie folgt:
Nimm Lachenknoblauch, Tausendgüldenkraut, Edelgamanderkraut, dazu Hirschzunge, Andornkraut, weißes Erdrauchkraut, Sauerampfer, Erdbeerkraut, Josephskraut, Borretsch, Wermuth, römischer Salbei, Melisse, Lungenkraut, Leberkraut, Veronica, Kamille, Betonienkraut, Sanickelkraut, Goldlackblüten, Veilchenwurzel, Braunwurzkraut, frische Pimpinellwurzeln, Liebstöckel, sehr guten Rhabarber, Fenchelsamen, Anis, citrierte Süßholzrindenessenz, Kirschrinde, trockne, zerschneide und zerquetsche die Zutaten und gib sie in einer Hülle zu einem halben Eimer Bier. Diese Drogen werden in ein Säcklein getan und mit Nägeln am Boden des Fasses befestigt, damit sie nicht durch das darüber gegossene Bier hochgehoben werden. Wenn das geschehen ist, wird frisches, aber ausgegorenes Bier dazu geschüttet. Zum Ausziehen der Heilkraft werden die Kräuter drei Tage gewechselt. Wenn das vorbei ist, nimmt man morgens und abends ein Viertelmaß, wärmt es an, gibt ungesalzene Butter dazu und trinkt es aus. Zu den übrigen Stunden des Tages nimmt man einen Schluck der Bierarznei, ohne sie jedoch immer zu wärmen und Butter hinzuzugeben.
Bubbe kommentierte das Rezept selbst, indem er schrieb:
Der Güte des geneigten Lesers will ich es überlassen, was er über dieses Rezept denken will. Doch ich bezeuge bei aller Glaubwürdigkeit, dass ich gesehen habe und jeder sehen kann, wie Leute, die ganz abgezehrt waren und verloren galten, durch dieses einfache Mittel wieder hergestellt wurden.
Auch als Heimatforscher war Bubbe umtriebig, was aus einer Eintragung im Archiv Arnstadt zu nehmen ist, die ihn als Teilnehmer bei der Ausgrabung von Skeletten an der Wachsenburg ausweist.

## Werke
- DISSERTATIO INAUGURALIS MEDICA DE SPADONE HIPPOCRATICO LAPIDARUM SEEBERGENSIUM HAEMOPTYSIN ET pHTISIN PULMONALEM VULGO: DER SEEBERGER STEINBRECHERKRANCKHEIT PRAECEDENTE (Seine Doktorarbeit). Sie wurde 1968 von dem 25-jährigen Medizinstudenten Michael Kiesel ins Deutsche übersetzt.

## Ehrungen
- Im Ortsteil Seebergen der Gemeinde Drei Gleichen ist eine Straße nach Bubbe benannt, allerdings in der Schreibweise Dr.-Bube-Straße.
- In Würdigung der Forschungen Bubbes, der mit seiner Dissertation den ältesten urkundlichen Nachweis in Thüringen zum Thema „Gefährliche Arbeitsbedingungen und Folgen für Leben und Gesundheit der Beschäftigten“ vorlegte, wurde der mit max. 20.000 DM ausgestattete Thüringer Arbeitsschutzpreis mit dem Namen Johannes Bube (in dieser Schreibweise) versehen. Ein Steinmetzbetrieb in Jena erhielt den Preis im Jahre 2000.

## Sonstiges
Bubbe unterschrieb in einem Handelsbuch von Seebergen im Jahre 1717 mit Johann Bubben p.t. Mdezinae Practico daselbst (Siehe Bild).